# Communauté de communes du Pays de Briey
Die Communauté de communes du Pays de Briey ist ein ehemaliger französischer Gemeindeverband mit der Rechtsform einer Communauté de communes im Département Meurthe-et-Moselle in der Region Grand Est. Sie wurde am 8. Dezember 1999 gegründet und umfasste neun Gemeinden. Der Verwaltungssitz befand sich im Ort Briey.

## Historische Entwicklung
Mit Wirkung vom 1. Januar 2017 fusionierte der Gemeindeverband mit
- Communauté de communes du Jarnisy und
- Communauté de communes du Pays de l’Orne

und bildete so die Nachfolgeorganisation Communauté de communes des Pays de Briey, du Jarnisy et de l’Orne. Gleichzeitig bildeten die Gemeinden Briey, Mance und Mancieulles eine Commune nouvelle mit dem Namen Val de Briey.

## Ehemalige Mitgliedsgemeinden
1. Anoux
2. Avril
3. Les Baroches
4. Bettainvillers
5. Briey
6. Lantéfontaine
7. Lubey
8. Mance
9. Mancieulles